# Nahuel Barrios
Nahuel Barrios, né le 7 mai 1998 à Dock Sud, Buenos Aires en Argentine, est un footballeur argentin qui évolue au poste d'ailier gauche à San Lorenzo.

## Biographie

### En club
Né à Dock Sud dans la province de Buenos Aires en Argentine, Nahuel Barrios intègre en 2010 le centre de formation de San Lorenzo, l'un des clubs les plus populaires du pays. C'est le 26 avril 2017 qu'il fait ses débuts en professionnels, lors d'une rencontre de Copa Libertadores face à l'Universidad Católica. Il entre en jeu ce jour-là alors que le score est de un partout et c'est lui qui donne la victoire à son équipe en inscrivant son premier but dans les derniers instants de la partie (2-1). Il joue son premier match dans le championnat argentin le 28 mai 2017? face au Racing Club. Il entre en jeu ce jour-là et son équipe s'incline par deux buts à un.
Lors de l'été 2020, Barrios est prêté au Central Córdoba.

### En équipe nationale
Depuis 2019 il joue avec l'équipe d'Argentine espoirs.